# Mądra poduszka
Mądra poduszka – książka dla dzieci (tomik poezji) autorstwa Ludwika Jerzego Kerna z ilustracjami Zbigniewa Rychlickiego, wydana przez Naszą Księgarnię w 1972 (inne wydania m.in. 1977, 1986).
Utwór był lekturą szkolna (jedną z pozycji rekomendowanych) dla klasy III w latach 1997–1999.
Maria Ostasz pisząc o tytułowym wierszy z tego tomiku, który opisuje perypetie zapominalskiego i leniwego ucznia zauważyła, że „uświadamia [on], że dzieci, tak samo jak dorośli, nie lubią się ośmieszać”; w tym wierszu uczeń (o imieniu Duszek) jest wyśmiany przez klasę i nauczyciela, co motywuje go do zabrania się za naukę.